# 55th Wing

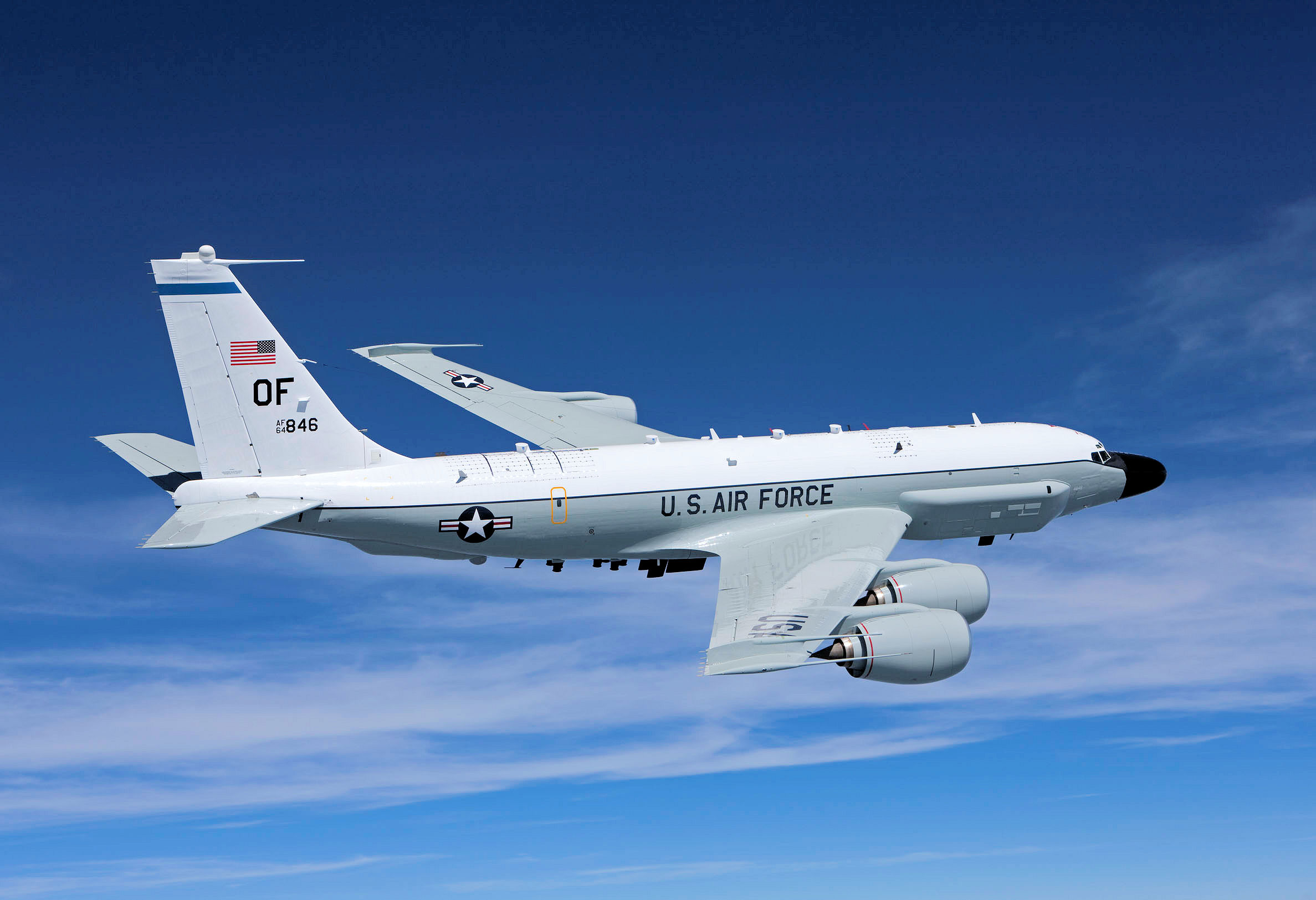
RC-135V dello stormo

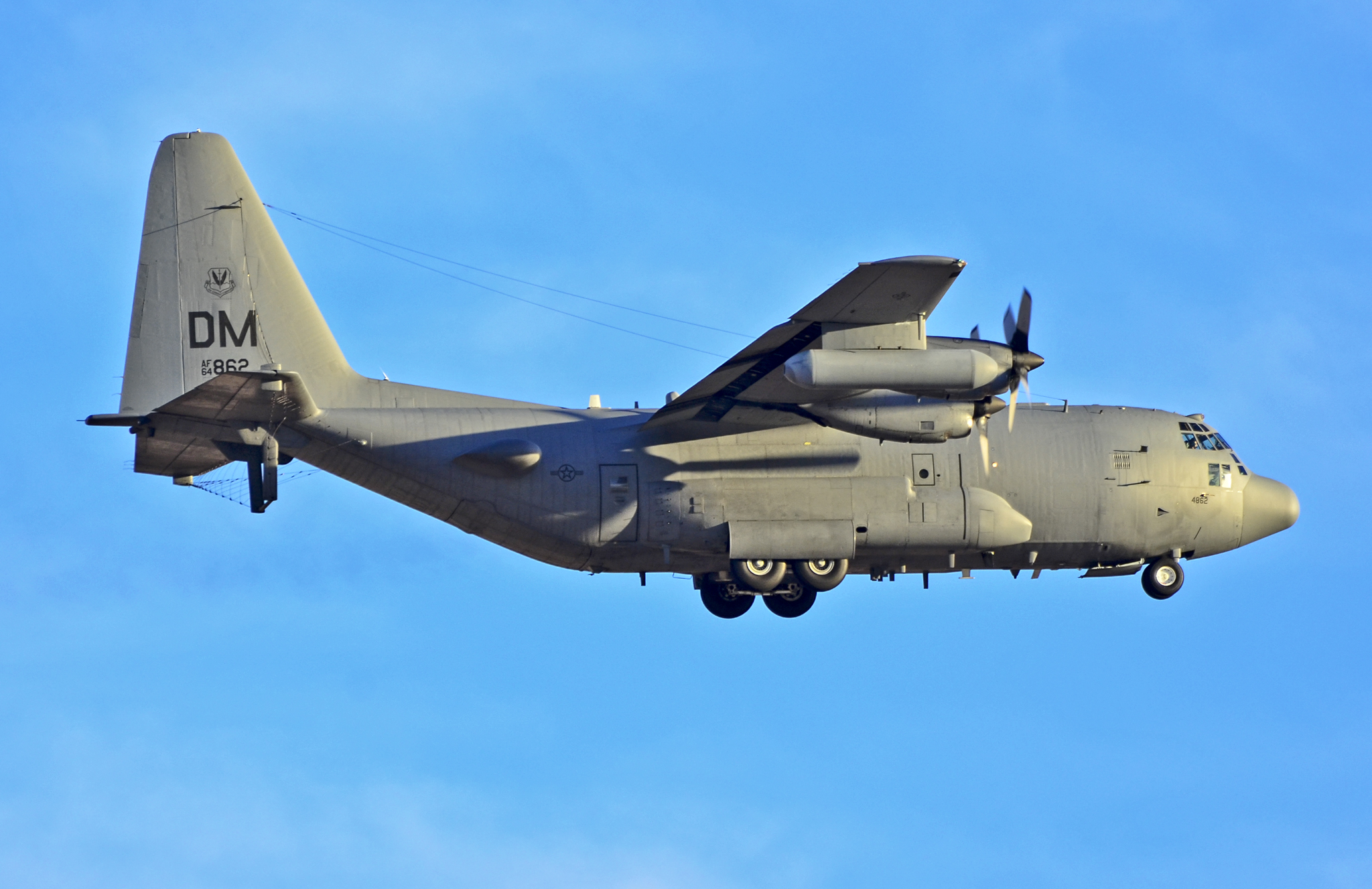
EC-130H del 43d ECS

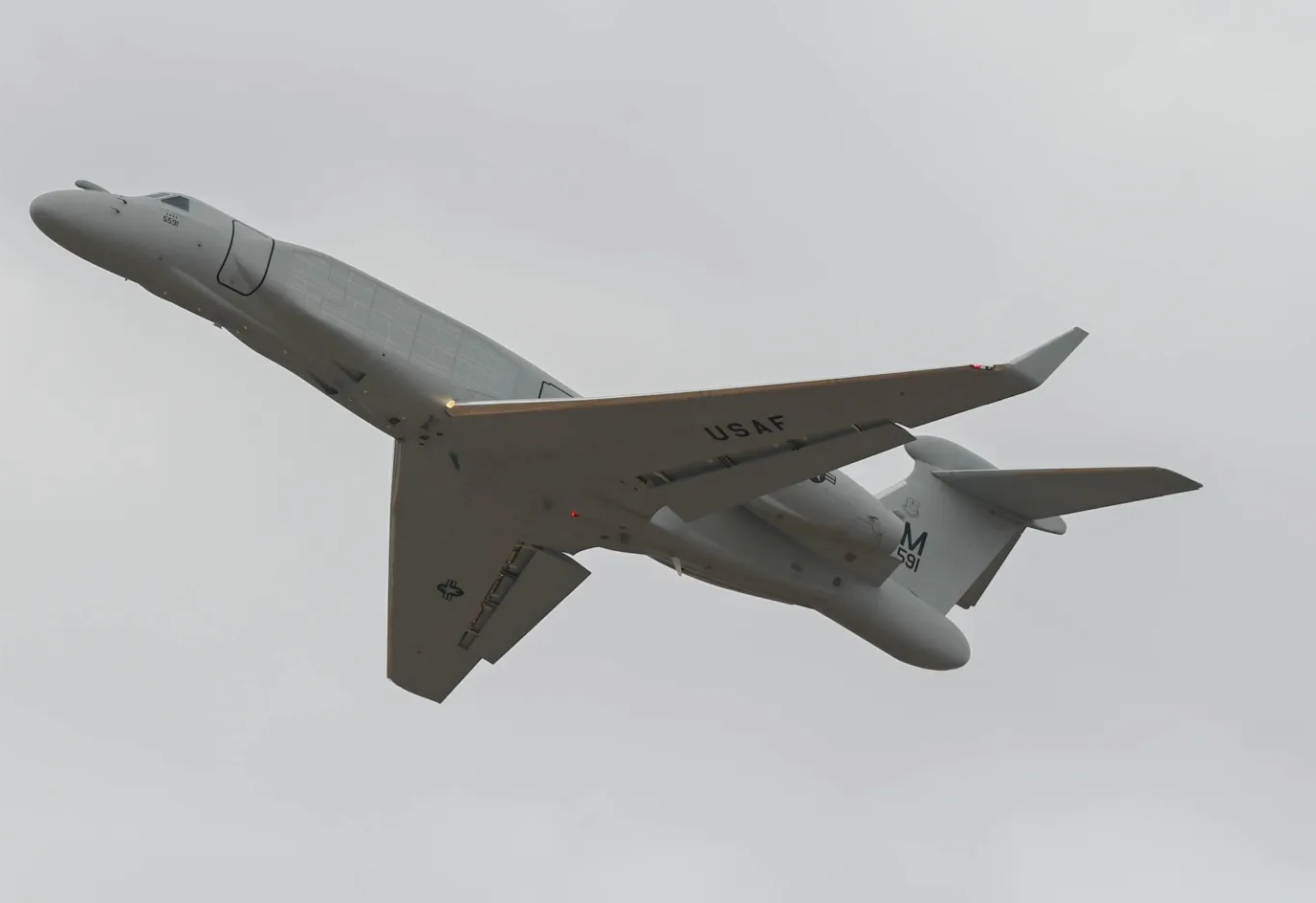
EA-37B dello stormo

Il 55th Wing è uno stormo da ricognizione strategica e guerra elettronica dell'Air Combat Command, inquadrato nella Twenty-Fifth Air Force. Il suo quartier generale è situato presso la Offutt Air Force Base, in Nebraska.

## Organizzazione
Attualmente, al 2025, lo stormo controlla:
- 55th Operations  Group, codice visivo di coda OF
  - 55th Operations Support Squadron
  -  38th Reconnaissance Squadron, striscia di coda blu - Equipaggiato con RC-135V/W e 2 TC-135W
  -  45th Reconnaissance Squadron, striscia di coda nera  - Equipaggiato con 1 TC-135W, 3 RC-135S e 2 RC-135U, 1 WC-135C e 1 WC-135W
  -  82nd Reconnaissance Squadron, distaccato presso la Kadena Air Base, Giappone. Riceve aerei periodicamente
  -  95th Reconnaissance Squadron, distaccato presso la RAF Mildenhall, Gran Bretagna. Riceve aerei periodicamente
  -  343rd Reconnaissance Squadron, striscia di coda rossa - Equipaggiato con RC-135V/W
  - 55th Intelligence Support Squadron
  -  97th Intelligence Squadron
  -  338th Combat Training Squadron
  -  488th Intelligence Squadron, distaccato presso la RAF Mildenhall
  -  390th Intelligence Squadron, distaccato presso la Kadena Air Base, Giappone
- 55th Electronic Combat Group, codice visivo di coda DM, distaccato presso la Davis-Monthan Air Force Base, Arizona
  - 755th Operations Support Squadron
  - 755th Aircraft Maintenance Squadron
  -  41st Electronic Combat Squadron - Equipaggiato con 4 EC-130H
  -  42nd Electronic Combat Squadron, Unità da Addestramento
  -  43rd Electronic Combat Squadron - Equipaggiato con 5 EA-37B
- 55th Maintenance Group
  - 55th Maintenance Operations Squadron
  - 55th Maintenance Squadron
  - 55th Aircraft Maintenance Squadron
- 55th Mission Support Group
  - 55th Civil Engineer Squadron
  - 55th Contracting Squadron
  - 55th Force Support Squadron
  - 55th Logistics Readiness Squadron
  - 55th Security Forces Squadron
- 55th Medical Group
  - 55th Dental Squadron
  - 55th Medical Operations Squadron
  - 55th Medical Support Squadron
- 55th Communications Group
  - 55th Communications Squadron
  - 55th Strategic Communications Squadron

## Storia

### Allineamento
- Costituito come 55th Strategic Reconnaissance Wing il 29 giugno 1948
- Attivato il 19 luglio 1948
- Disattivato il 14 ottobre 1949
- Rinominato come 55th Strategic Reconnaissance Wing, Medium, il 27 ottobre 1950
- Attivato il 1 novembre 1950
- Rinominato come 55tn Strategic Reconnaissance Wing il 16 agosto 1966
- Rinominato come 55th Wing il 1 settembre 1991

### Assegnazioni
- 311th Air Division, dal 19 luglio 1948 al 14 ottobre 1949
- Second Air Force, 1 novembre 1950
- 21st Air Division (successivamente 21st Strategic Aerospace Division ), 1 ottobre 1952 (aggregato alla 5th Air Division, dal 18 maggio al 16 agosto 1955)
- 810th Strategic AerospaceDivision, 1 settembre 1964
- 12th Strategic Aerospace Division, 2 luglio 1966
- 14th Strategic Aerospace Division (successivamente 14th Air Division), 30 giugno 1971
- 4th Air Division, 1 ottobre 1976
- 57th Air Division, 1 aprile 1980
- 12th Air Division, 1 ottobre 1982
- 14th Air Division, 1 ottobre 1985
- Second Air Force, 1 settembre 1991
- Twelfth Air Force, 1 luglio 1993
- Eighth Air Force (successivamente Eighth Air Force- Air Forces Strategic), 1 ottobre 2002
- Twelfth Air Force (Air Forces Southern), 1 ottobre 2009
- Twentyfifth Air Force, 29 settembre 2014 ad oggi

### Componenti operative

#### Groups
- 55th Strategic Reconnaissance (successivamente 55 Operations): dal 19 luglio 1948 al  14 ottobre 1949, dal 1 novembre 1950 al 16 giugno 1952, dal 1 settembre 1991 ad oggi
- 55th Electronic Combat: dal 3 febbraio 2003 ad oggi.

#### Squadrons
- 1st Airborne Command and Control: dal 1 novembre 1975 al 1 settembre 1991
- 1st Strategic Reconnaissance (Provisional):  aggregato dal 1 settembre al 9 ottobre 1948
- 1st Strategic Reconnaissance: aggregato dal 10 al 26 ottobre 1948, aggregato dal 14 gennaio al 1 giugno 1949
- 2nd Airborne Command and Control: dal 1 aprile 1970 al 1 settembre 1991
- 23rd Strategic Reconnaissance:  aggregato dal 1 al 17 giugno 1949
- 38th Strategic Reconnaissance:  aggregato dal 6 gennaio 1951 al 15 giugno 1952, assegnato dal 16 giugno 1952 al 1 aprile 1970, assegnato dal 1 aprile 1979 al 1 settembre 1991
- 55th Air Refueling:  aggregato dal 8 gennaio 1951 al 15 giugno 1952, assegnato dal 16 giugno 1952 al 18 febbraio 1954, assegnato dal 1 ottobre 1955 al 15 marzo 1963 (distaccato dal 31 ottobre al 27 dicembre 1956)
- 82nd Reconnaissance: dal 2 ottobre 1991 al 1 luglio 1992
- 323rd Strategic Reconnaissance:  aggregato dal 19 settembre al 10 ottobre 1949
- 338th Strategic Reconnaissance: aggregato dal 25 novembre 1950 al 15 giugno 1952, assegnato dal 16 giugno 1952 al 15 giugno 1963, assegnato dal 25 marzo al 25 dicembre 1967
- 343rd Strategic Reconnaissance:  aggregato dal 19 luglio al 26 ottobre 1948, aggregato dal 4 gennaio 1951 al 15 giugno 1952, assegnato 16 giugno 1952 al 1 settembre 1991
- 548th Strategic Missile:  aggregato dal 1 al 31 agosto 1964, assegnato dal 1 settembre 1964 al 25 marzo 1965
- 922nd Reconnaissance: dal 1 giugno al 1 luglio 1992

### Basi
- Topeka (successivamente Forbes) Air Force Base, Kansas, dal 19 luglio 1948 al 14 ottobre 1949
- Ramey Air Force Base, Porto Rico, 1 novembre 1950
- Forbes Air Force Base, Kansas, 5 ottobre 1952
- Offutt Air Force Base, Nebraska, 16 agosto 1966 ad oggi

### Velivoli e Missili
- B/RB-17, 1948-1949
- B/RB-29, 1948-1949
- RC-54, 1948
- B/RB-29, 1950-1951
- RB-50, 1950-1954
- EB/RB-47, 1954-1967
- Atlas, 1964-1965
- EC-135, 1966-1998
- KC-135, 1966 ad oggi
- RC-135, 1967 ad oggi
- E-4, 1975-2016
- C-135, 1977-1994
- NKC-135, 1983-1994
- TC-135, 1988 ad oggi
- T-38, 1992-1995
- WC-135, 1992 ad oggi
- C-21, 1993-1997
- OC-135, 1994 ad oggi
- EC-130, 2002 ad oggi